# حوض كربلايي نجف (بجستان)
حوض کربلايي نجف (بالفارسية: حوض کربلائی نجف) هي مستوطنة تقع في إيران في قسم بجستان الريفي.